# Highway Song Live
Albums de Blackfoot
Marauder
(1981) Siogo
(1983)
Singles
1. Highway Song
Sortie : 1982

Highway Songs Live est le sixième album du groupe et le premier enregistré en public du groupe de rock sudiste / hard rock américain, Blackfoot. Il est sorti en 1982 sur le label Atco et a été produit par Al Nalli.

## Historique
Cet album a été enregistré lors de la tournée de promotion de l'album Marauder qui passa par le Royaume-Uni au printemps 1982. L'enregistrement fut effectué avec l'aide du Studio mobile Rolling Stones. Il regroupe des titres provenant des trois albums précédents plus deux reprises, deux blues Rollin' and Tumblin' et Trouble in Mind.
L'album se classa à la 14e place des charts britanniques mais ne sortira aux États-Unis qu'en 2002.

## Liste des titres
- Tous les titres sont signés par Rickey Medlocke et Jakson Spires sauf indications.

Face 1
1. Gimme, Gimme, Gimme - 3:50
2. Every Man Should Know (Queenie) - 5:27
3. Good Morning - 3:46
4. Dry Country - 3:32
5. Rollin' and Tumblin' (Elmore James) - 2:03
6. Fly Away - 3:28

Face 2
1. Road Fever - 3:44
2. Trouble in Mind (Richard M Jones) - 4:00
3. Train, Train (Medlocke) - 4:14
4. Highway Songs - 8:38
5. Howay the Lads (adapté du chant Blaydon Races de Geordie Riley) - 0:52

## Musiciens
- Rickey Medlocke: chant guitares
- Jakson Spires: batterie, percussions, chœurs
- Charlie Hargrett: guitares
- Greg T. Walker: basse, chœurs

## Chart
| Pays        | Durée du classement | Meilleur classement |
| ----------- | ------------------- | ------------------- |
| Royaume-Uni | 6 semaines          | 14e                 |